# Minihof-Liebau
Minihof-Liebau is een gemeente in de Oostenrijkse deelstaat Burgenland, gelegen in het district Jennersdorf (JE). De gemeente heeft ongeveer 1200 inwoners.

## Geografie
Minihof-Liebau heeft een oppervlakte van 16,3 km². Het ligt in het uiterste zuidoosten van het land.
Kadastrale gemeenten zijn Minihof-Liebau, Tauka en Windisch-Minihof.
Deutsch Kaltenbrunn · Eltendorf · Heiligenkreuz im Lafnitztal · Jennersdorf · Königsdorf · Minihof-Liebau · Mogersdorf · Mühlgraben · Neuhaus am Klausenbach · Rudersdorf · Sankt Martin an der Raab · Weichselbaum
- Gemeinsame Normdatei: 7676326-2
- Virtual International Authority File: 236605906
- WorldCat: E39PBJxRxtTHkcfFBpwXJh8DMP